# メチオニンデカルボキシラーゼ
メチオニンデカルボキシラーゼ(Methionine decarboxylase、EC 4.1.1.57)は、以下の化学反応を触媒する酵素である。
L-メチオニン {\displaystyle \rightleftharpoons } 3-メチルチオプロパンアミン + CO2
従って、この酵素の基質は、L-メチオニンのみ、生成物は、3-メチルチオプロパンアミンと二酸化炭素の2つである。
この酵素はリアーゼ、特に炭素-炭素結合を切断するカルボキシリアーゼに分類される。系統名は、L-メチオニン カルボキシリアーゼ (3-メチルチオプロパンアミン形成)(L-methionine carboxy-lyase (3-methylthiopropanamine-forming))である。他に、L-methionine decarboxylase、L-methionine carboxy-lyaseとも呼ばれる。